# کیجی تاکائو
کیجی تاکائو (ژاپنی: 高尾 敬治؛ زادهٔ ۱۷ فوریهٔ ۱۹۶۹) یک بازیکن فوتبال اهل ژاپن است.
از باشگاه‌هایی که در آن بازی کرده‌است می‌توان به باشگاه فوتبال توکیو وردی اشاره کرد.